# Stiftskirche Klosterneuburg
Die Stiftskirche Klosterneuburg des niederösterreichischen Augustiner-Chorherren-Stiftes Klosterneuburg ist eine ehemalige dreischiffige Basilika mit Querhaus und Vierungsturm. Im 17. Jahrhundert wurde sie zu einer Abseiten-Saalkirche mit Seitenkapellen umgebaut und erhielt um 1890 weitgehend ihr heutiges äußeres Erscheinungsbild. Sie hat einen romanischen Ursprung mit gotischen Ergänzungen und ist aufgrund einer barocken Innenausstattung, die sämtliche Stilmerkmale von Früh- bis Spätbarock aufweist, von besonderer kunsthistorischer Bedeutung.
Der römisch-katholische Sakralbau wurde am 24. September 1936 von Papst Pius XI. mit dem Apostolischen Schreiben Inter praeclara pietatis in den Rang einer Basilica minor erhoben, ist zugleich eine Dekanatskirche (Dekanat Klosterneuburg) und eine Pfarrkirche (Stiftspfarre Klosterneuburg). Das Patrozinium der Stiftskirche ist Mariä Geburt.

## Baugeschichte

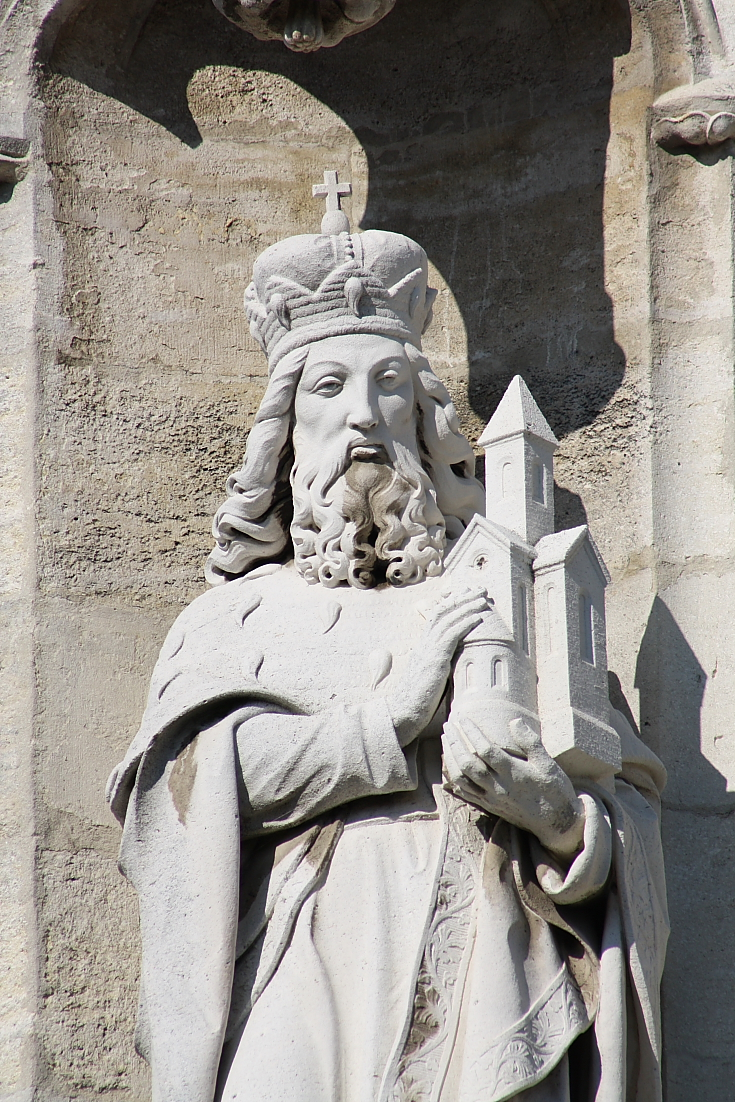
Statue des hl. Leopold am Südturm (geographisch im Südwesten) mit Modell der ursprünglichen Basilika

### Romanische Basilika und gotische Umbauten
Der Vorgängerbau der Stiftskirche dürfte eine urkundlich 1108 erwähnte Marienkirche gewesen sein. Die Grundsteinlegung der Stiftskirche fand am 12. Juni 1114 unter dem Stifter und Babenberger Markgrafen Leopold III. (genannt der Heilige) statt, der den Gesamtkomplex des Stiftes Klosterneuburg, dessen Gründung mit einer Schleier-Legende verbunden ist, 1133 den Augustiner-Chorherren übertrug.
1136 erfolgte die Weihe einer dreischiffigen Basilika mit Querschiff und drei halbkreisförmigen Apsiden sowie einem Turm über dem Quadrat der Vierung. Vorbilder dieser romanischen Basilika waren vermutlich Dome wie Bamberg, Regensburg, Speyer oder die Klosterkirche St. Michael in Hildesheim.
Nach Beginn der Bauarbeiten am Westwerk kam es zu einem Baustopp, der vermutlich mit dem Tod Leopolds am 15. November 1136 zusammenhängt. Zu diesem Zeitpunkt war der Nordturm der geplanten Doppelturmfassade nur bis zur Hälfte errichtet.
Im romanischen Chorraum befand sich vermutlich ein Lettner als Chorschranke aus Stein, auf welcher die mittelalterliche Kanzel mit 45 Emailtafeln des Verduner Altars stand, welcher von Nikolaus von Verdun von ca. 1170–1181 angefertigt wurde.
Nach dem großen Stiftsbrand von 1330 wurde im Zuge der Aufbauarbeiten der Stiftskirche der romanische Vierungsturm über dem Chorquadrat mit einer gotischen Bekrönung unter Probst Stephan von Sierndorf abgeschlossen, sowie der Verduner Altar um 6 Emailtafeln erweitert und mit rückseitigen Temperabildern des Meisters der Rückseite des Verduner Altars ausgestattet.
Ende des 14. Jahrhunderts kam es von 1394 bis 1399 unter Propst Peter I. Lenhofer zur Errichtung des Südturmes; vermutlich unter dem Baumeister Michael Knab, der zu dieser Zeit am Stiftsareal neben der Wehinger-Kapelle auch die Tutzsäule errichtete.
1417 erfolgte die Baueinstellung des Südturmes mit einem provisorischen hölzernen Aufbau als Abschluss über dem zweiten Geschoß. Erst 1587/88 erhielt der Südturm einen oktogonalen, gemauerten Abschluss mit bekrönender barocker Zwiebelhaube unter Propst Balthasar Polzmann. (Dieses Erscheinungsbild behielt der Südturm bis zum Umbau ab 1882, wo er aufgrund statischer Probleme fast zur Gänze abgetragen werden musste.)

### Erste Barockisierungsphase 1634–1645
Der romanische Vierungsturm bekam im 16. Jahrhundert eine welsche Haube aufgesetzt, wurde jedoch wegen gravierender Schäden 1637 im Zuge der ersten Barockisierungsphase abgetragen.
Diese erste Barockisierungsphase von 1634–1645 fand unter den Architekten Andrea Retti (1634/35), Johann Jakob Spaz (1636/37) und Giovanni Battista Carlone (ab 1638) statt und zeichnet sich vor allem durch den Umbau der romanischen Basilika in eine barocke Abseiten-Saalkirche mit Seitenkapellen aus. Dafür wurden die Seitenschiffemporen entfernt und von den Hauptpfeilern zu den Außenwänden wurden Trennwände eingezogen. Notwendigerweise mussten neue Fensteröffnungen ausgebrochen werden, in welchen ein pseudo-gotisches Maßwerk eingesetzt wurde.
Weiters wurde von 1638 bis 1644 der gotisierte Nordturm errichtet. Diese Arbeiten wurden vom Steinmetzmeister Pietro Maino Maderno sowie 23 Gesellen, 2 Bildhauern, und Steinbrechern und Tagwerkern, welche im Steinbruch Haselbachleiten am Weidling-Steig tätig waren, ausgeführt.
Frühbarocke Stuckaturen an der Westempore sind ebenfalls Bestandteil der ersten Barockisierungsphase, sowie eine neue Kanzel der Gebrüder Spaz. Nach 1645 kam es, unter anderem aufgrund der Türkenkriege von 1663/64, zu einer Bauunterbrechung bis 1680.

### Zweite Barockisierungsphase 1680–1702
In der zweiten Barockisierungsphase von 1680 bis 1702 erhielt das Langhaus eine hochbarocke Freskenausstattung von Johann Georg Greiner und Stuckaturen von Domenico Piazzol.
Die zweite Barockisierungsphase von 1680 bis 1702 ist gekennzeichnet durch die Stuckverzierungen am Langhaus-Gewölbe durch Domenico Piazzol, wobei leicht abstrakte Formen im Gegensatz zu älteren Stuckaturen auf den hochbarocken Stil hinweisen.
In der Zeit der Türkenbelagerung von 1683 kam es zur Einstellung von Arbeiten an der Freskenausstattung. Von 1689 bis 1695 wurden die Gewölbefresken im Lang- und Querhaus vom Maler Johann Georg Greiner ausgeführt, darunter das Langhausfresko „Die Muttergottes beschützt Klosterneuburg bei der Türkenbelagerung 1683“.

### Dritte Barockisierungsphase 1723–1730
In der dritten Barockisierungsphase von 1723 bis 1730 steht die Neugestaltung des Chores im Mittelpunkt der barocken Umgestaltung der Stiftskirche. (Zuvor wurde bereits 1714 der Verduner Altar als Hochaltar aus dem Altarraum entfernt.) Im Sinne eines Gesamtkunstwerkes wurde der Chor als eine sakrale Bühne („Theatrum sanctum“) inszeniert. Dafür wurde der Boden zweifach, sowie die Decke der Apsis angehoben, damit der neue Hochaltar aus Salzburger Marmor Platz fand.
Der Entwurf für das barocke Presbyterium stammt von Matthias Steinl und wurde nach dessen Tod 1727 durch Donato Felice d’Allio fertiggestellt.
Das Patrozinium der Stiftskirche, Mariä Geburt, wird im Chor durch das Hochaltarbild von Johann Georg Schmidt von 1727 mit der Darstellung der Geburt Mariens verkörpert. Daneben weisen Stuckreliefs von Santino Bussi auf den historischen Hintergrund des Kirchenbaues hin (Schleierfindung und Grundsteinlegung von 1114).
Über dem Hochaltarbild von Johann Georg Schmidt befindet sich ein spätbarockes Chor-Kuppelfresko von Johann Michael Rottmayr von 1729, das die Himmelfahrt Mariens zeigt und mit Scheinarchitekturmalerei von Gaetano Fanti kombiniert wurde. Die Figurengruppe des Hochaltares schuf Hof-Bildhauer Franz Caspar.
Vollendet wurde das Marien-Bildprogramm (nach Geburt und Himmelfahrt) mit der Darstellung der Krönung Mariens als Deckenfresko von Johann Georg Greiner in der Vierung des Chorraumes.
Zusätzlich erfolgte in der dritten Barockisierungsphase der Einbau eines Chorgestühls in Anlehnung an ein gotisches Vorgängermodell mit reicher Schnitzarbeit und hohen, mit durchbrochenen Wänden gestalteten Stallen, welche die Wappen der Habsburger-Territorien zeigen. Über dem Chorgestühl wurde ein verglastes Oratorium für die habsburgischen Herrscher errichtet: das sogenannte Kaiseroratorium.
Weiters entstanden im Zuge der Umbauarbeiten im Presbyterium die zwei Seitenkapellen im Querhaus.

### Renovierung im 19. Jahrhundert und historistischer Umbau
Anfang des 19. Jahrhunderts erfolgten in der Stiftskirche 1832 (in der Kirche dokumentiert ein Chronogramm diese Renovierung mit der Jahreszahl) wesentliche Veränderungen. Viele Wände wurden weiß getüncht und Figuren entfernt; ein Zeichen dafür, dass der heutige Begriff der „Renovierung“ ehemals durchaus eine Neugestaltung sowie eine Renovierung/Restaurierung umfasste.
Im Speziellen gilt dies für die große historistische Renovierungs- und Umbauphase des späten 19. Jahrhunderts von 1882 bis 1892, die sowohl eine Erneuerung der Außenfassade der Stiftskirche umfasste, den vollständigen Ausbau der unterschiedlichen Kirchtürme, aber auch malerische Erneuerungen bezüglich Marmorierungsarbeiten in den Seitenschiffen oder der Freskenmalereien.
Komplett neu war hingegen die freskische Ausgestaltung der seitlichen Seitenschiffkapellwände mit einem Kreuzwegzyklus von Karl Peyfuß in romantisch-nazarenischem Stil von 1898 bis 1900.
Federführend für die Neugestaltung der Stiftskirche ab 1882 war der Architekt Josef Schömer, dessen Vater Martin Schömer bereits als Baumeister am Bau werkte.
Die Pläne für den Umbau stammten allerdings vom Dombaumeister St. Stephans in Wien, dem Architekten Friedrich von Schmidt, der neben Neuplanzeichnungen auch eine zeichnerische Bestandsaufnahme des Bauzustandes von 1882 dokumentierte.
Die Stiftskirche erhielt im Wesentlichen durch die Idealvorstellungen Schmidts (für den vor allem der Gesamteindruck der Stiftskirche Vorrang vor einer konservatorischen Erhaltung des Istzustandes hatte) und aufgrund deren Umsetzung durch Josef Schömer im Zuge der historistischen Umgestaltung ihr heutiges Aussehen:
- Der barock-gotische Nordturm des 17. Jahrhunderts wurde um ein neugotisches Turmgeschoß mit Wimperg-Bekrönung und gotischen Spitzbogen-Lanzettfenstern erweitert und mit einer Turmhelm-Verdachung komplettiert. Der Südturm wurde aufgrund von Statikproblemen abgetragen und neu in Anpassung an die Turmgeschoße des Nordturmes errichtet. Dahingegen zeigt der neu errichtete Mittelgiebel der Westfassade romanische Rundbogenfriese und Rundbogenfensterformen.

- Die vorgeblendete dreiteilige Bogenhalle des Westeinganges weist zusätzlich auf den Stilmix aus Neoromanik und Neugotik hin: Der mittlere Bogen zeigt eine Rundbogenform, während die zwei äußeren Bogenansätze in Spitzbogenform ausgeführt wurden.

- Auch die Außenfassade der Südwestseite wurde im gleichen Stilpluralismus ausgeführt: Der romanischen Bausubstanz wurde entlang der Langhaus- und Seitenschifffassade eine neoromanische Gliederung mit Rundbogenfriesen und Halbrundsäulen als Lisenengliederung vorgeblendet. Neoromanische Rundbogenfensterpaare an den Seitenschiffen wurden ergänzt durch neugotische Rundfenster mit Fünfpass-Maßwerk in der Obergaden-Zone des Langhauses.

Ergänzend ist zu erwähnen, dass während der Umbauarbeiten am Ende des 19. Jahrhunderts unter anderem die Bildhauer Carl Conrad Schwiefert und Franz Erler, sowie die Maler Franz und Karl Jobst beschäftigt waren (z. B. Tympanonfresko über Westeingangsportal der Kirche im Typus eines Stifterbildes mit Darstellung des heiligen Leopolds, der der Muttergottes ein Modell der Stiftskirche überreicht, ein mutmaßliches Modell aus der Zeit der Stiftsübergabe von 1133 an die Augustiner-Chorherren).

### Renovierungen im 20. und frühen 21. Jahrhundert
1935/36 fand eine Restaurierung statt, die – im Gegensatz zu den Eingriffen des 19. Jahrhunderts – keine Neugestaltung beinhaltete und vor allem die Malereien in der Stiftskirche betrafen. Ausführende waren der Floridsdorfer Dekorationsmaler Oskar Gligu sowie der akademische Maler Hans Fischer aus Wien. Anlass war der 800. Jahrestag des Todes des Heiligen Leopolds (1136).
Mitte der 1970er Jahre begann eine Großrenovierung (Grundriss und bautechnische Informationen, siehe Adalbert Klaar 1975) im Hinblick auf die 1985 stattfindenden Jubiläumsfeierlichkeiten zur 500-Jahr-Feier der Heiligsprechung Leopolds III von 1485. Die beiden Kirchtürme wurden in diesem Zuge – Anfang der 1990er Jahre – saniert. Dies verdeutlicht, dass Jubiläumsjahre mit der entsprechenden begleitenden Ausstellungskultur willkommene Anlässe bieten, um die Stiftskirche in bestmöglicher Optik präsentieren zu können.
Die letzte Großrenovierung begann Ende des 20. Jahrhunderts vorausplanend zur 900-Jahr-Feier des Jahres 2014 anlässlich der Grundsteinlegung von 1114 unter Probst Bernhard Backovsky.
Diesbezüglich wurden in der Stiftskirche Bauarbeiten von 1998 bis 2007 ausgeführt, die unter anderem den Einbau einer Klima- und Heizungsanlage beinhalteten, um die Kirche kontrolliert zu entfeuchten sowie aufzuheizen, ohne die Kunstwerke zu beschädigen.
Von 1997 bis 2001 wurde zusätzlich die Elektroinstallation erneuert, sowie eine Brandmeldeanlage installiert.
Im Zuge der malerischen Restaurierungsarbeiten von 1996 – 2000 wurde im Dezember 1999 im nordwestseitigen Treppenaufgang zur Orgelempore eine romanische Säule aus dem 12. Jahrhundert freigelegt, an der eine Darstellung eines bewaffneten Angreifers mit einem Löwen in Kalkfarbtechnik ausgeführt ist. Anhand einer Spiegelung und eines Sichtfensters in der Zugangstür kann diese Darstellung im Kirchenraum von außen betrachtet werden.
2001 fand die Innenrestaurierung von Apsis und Hochaltar statt, die vorwiegend die Entfernung von Schmutz-, Staub- und Rußschichten beinhaltete, sowie die Bearbeitung des massiven Holzwurmbefalls an den 15 vergoldeten Engeln des Hochaltars; weiters die Ergänzung von Fehlstellen mit Lindenholz und die Restaurierung der Vergoldung aller Figuren am Hochaltar.
Weitere Restaurierungen ab 2001 umfassten Reinigungsarbeiten, sowie die Restaurierung von Gewölberissen in allen Deckenmalereien. Im Zuge dessen wurden im Herbst 2002 unter weiß getünchten Kartuschen übermalte Fresken-Medaillons entdeckt. Jeweils zwei Medaillons befinden sich im Langhaus an den Seitenschiffwänden oberhalb des Hauptgesimses jeder Seitenschiffkapelle und zeigen Papst-Darstellungen. Insgesamt sind in den sechs Kapellen in chronologischer Reihenfolge zwölf Päpste dargestellt, wobei unklar ist, inwiefern dieser Papstzyklus zu deuten ist. Weiters fand man vier übermalte Engel-Medaillons in den Gewölbefeldern des Mittelschiffes. Die Entstehungszeit der entdeckten Fresken-Medaillons wird um 1689 (in der zweiten Barockisierungsphase) angenommen. Ausführender Maler war Johann Georg Greiner, der zu jenem Zeitpunkt auch die Langhausgewölbefresken ausgeführt hatte.
2003 wurden die nördlichen Seitenkapellen restauriert sowie das komplette Mittelschiff; 2004 fand eine Sanierung des Kirchenbodens statt. Weiters wurden die kleine Orgel, das Kaiseroratorium sowie das Chorgestühl restauriert. 2005 entfernte man die Kirchenbankblöcke, um einerseits das Laiengestühl zu sanieren, aber auch die Fußbodenplatten im Haupt- und in den Seitenschiffen.
Im letzten Abschnitt der Innenrenovierung, 2006, begannen Sanierungsarbeiten unter der großen Orgel, dem Eingangsbereich sowie der Marienkapelle und endeten mit Restaurierungsarbeiten in der Sakristei, dem Sakristeivorraum („kleine Sakristei“) sowie der Prälatenkapelle.
2007 widmeten sich die Restaurierungsarbeiten der Außenfassade. Neben den Dächern wurden die Langhausfassade, die Querhausfassade als auch die Marmorepithaphien an der Südwest-Fassadenfront bis zum Spätherbst 2007 saniert. 2008 folgte noch eine konservatorische Bearbeitung des Tympanons der Gebrüder Jobst über dem Haupteingang.

## Ausstattung

### Hochaltar

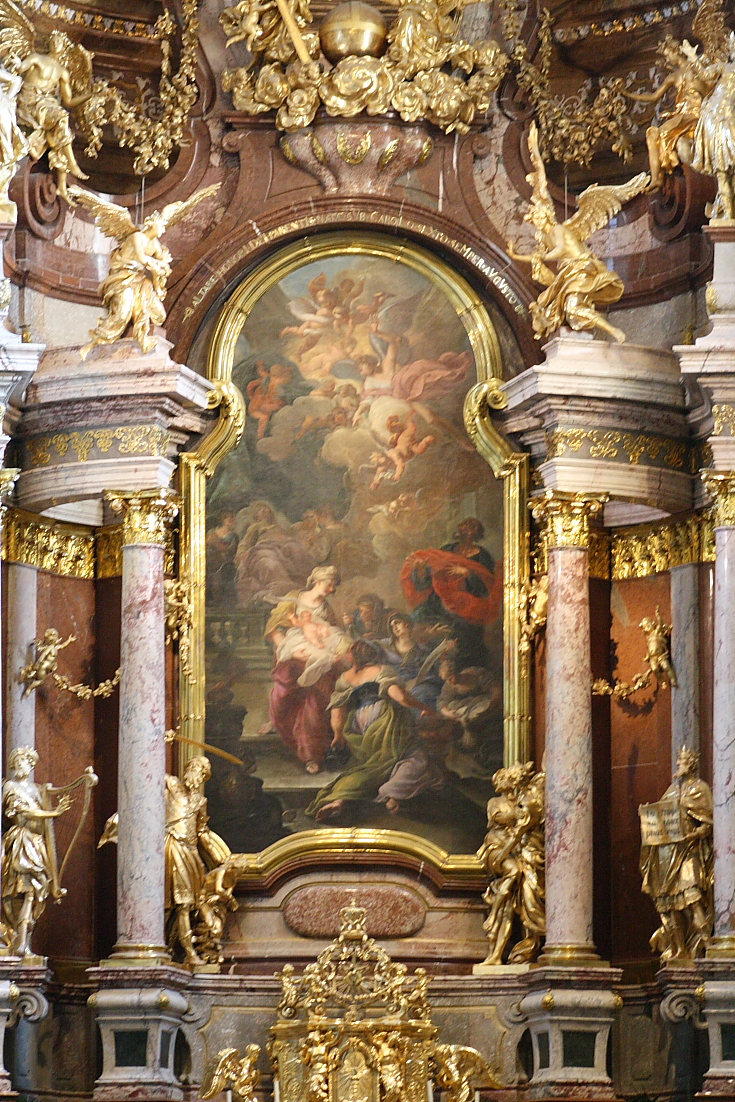
Hochaltarbild von Johann Georg Schmidt

Der prunkvolle romanische Verduner Flügelaltar als Hochaltar wurde 1714 entfernt und durch einen monumentalen, barocken, die Apsis einnehmenden, ersetzt. Dieser wurde von dem Salzburger Steinmetz Sebastian Stumpfegger nach einem Entwurf von Matthias Steinl aus verschiedenfarbigen Salzburger Marmorarten um 1725 bis 1728 angefertigt. Das Altarbild von Johann Georg Schmidt stellt die Marienverehrung dar, während die Figuren linker und rechter Seite des Hochaltars, welche von dem Hofbildhauer (Johann) Franz Caspar († 1728) angefertigt wurden, Bezug auf den Stammbaum Jesu nehmen und somit gleichzeitig zum Evangelium des Festtages von Mariä Geburt. Die figuralen biblischen Vorbilder sind:
- König David mit der Harfe (Verweis Kirchenmusik)
- Abraham, der seinen Sohn Isaak opfern will (Sinnbild für das Messopfer)
- der mit einem Engel ringende Jakob (Verweis auf das Gebet) und
- König Josaphat mit dem Gesetzbuch (Sinnbild für Regeltreue).

Weiters sind zwei Königsfiguren dargestellt, die im Evangelium des Marien-Festtages vorkommen und als Vorbild für die Kaiser der Neuzeit zu verstehen sind, da diese Figuren nur vom Kaiseroratorium aus zu sehen sind: „Ezechias victoriosus“ (siegreicher Herrscher) und „Josias zelosus“ (Eifer für das Gesetz Gottes).

### Weitere Altäre (Kapellen)
In den sechs Seitenschiffkapellen befinden sich Marmorwandaltäre des Linzer Bildhauer- und Brüderpaars Johann Baptist und Johann Peter Spaz, hergestellt in den Jahren 1680–1702. Über diesen Altären verweisen Altarbilder auf die entsprechende Altarwidmung.
Im linken Seitenschiff – vom Eingang in Altarrichtung blickend – ist dies zunächst die Michaelskapelle mit einem Altarbild von Peter Strudel (1692), in welchem der Erzengel den Teufel ins Fegefeuer stößt. In der Mitte zeigt die Kreuzkapelle ein Altarbild mit der Darstellung der Kreuzigung Christi von Peter Strudel (1692), gefolgt von der Annakapelle und einem Altarbild von Antonio Belluci (1692), welches die Unterweisung Mariens beinhaltet.
Die rechten Seitenschiffkapellen – wiederum in Altarrichtung – zeigen in der Barbarakapelle ein Altarbild von Peter Strudel mit dem Martyrium der Hl. Barbara von 1692 (Krummsäbel stellen in diesem Gemälde – neben Johann Georg Greiners Langhaus-Deckenfresko – einen Bezug zu den Türkenbelagerungen her), in der Sebastianskapelle ebenfalls ein Altarbild von Peter Strudel mit dem Martyrium des Hl. Sebastians (1692), sowie in der Augustinus-Kapelle ein Altarbild (1692) von Antonio Bellucci mit der Darstellung des heiligen Augustinus, dem Ordensvater der Augustiner-Chorherren, als Bischof und Kirchenlehrer.
In den Kapellen der Querschiffe befinden sich ebenfalls Altarbilder von Antonio Bellucci und Marmoraltäre aus dem späten 17. Jahrhundert. Der Peter- und Paul-Altar liegt in der nordöstlichen und der Afraaltar in der südwestlichen Kapelle des Querschiffes.
Der neugotische Ädikulaaltar der Marienkapelle im südwestlichen Turmerdgeschoß historistischen Madonna-Statue des 19. Jahrhunderts ausgestattet (Konservierung 2014). Ein weiterer Altar befindet sich in der Beichtkapelle im nordöstlichen Turmerdgeschoß.
2007 wurde der provisorische Volksaltar im Chorraum durch einen modernen Altar des Grazer Bildhauers Hannes Fladerer ersetzt und 2008 eingeweiht.
Dieser Altar besteht aus einem massiven Carrara-Marmorblock, in dem durch Ritzungen der Eindruck von zwölf Einzelblöcken entsteht, die das Wort „Amen“ sichtbar machen. Die Zahl 12 steht sowohl für den Ausdruck der Heiligen Schrift, als auch für die Präsenz Christi in der versammelten Gemeinde. Sinnbildlich stellt die Mensa (die Tischplatte des Altars) Christus als Schlussstein – aus rotem Marmorstein gefertigt – dar.
Weitere Bestandteile des Volksaltars von Fladerer sind der Ambo, ebenfalls aus Carrara-Marmor, der in Form einer Schriftrolle mit dem Boden verbunden ist und der Gemeinde zugewandten Seite ein verschlungenes Alpha und Omega zeigt; zusätzlich ein Leuchter aus Bronze, der den Schleier der Markgräfin Agnes aus der Gründungslegende darstellt sowie ein Vortragekreuz aus Bronze, Marmor und Holz, welches sich auf jene Noli me tangere-Szene in den Temperabildern der Rückseite des Verduner Altars von 1330 bezieht, in welcher Jesu am Ostermorgen Magdalena begegnet, die ihn für einen Gärtner hält. Im Temperabild hält Jesu eine Fahnenstange, die in eine Gärtnerschaufel mündet. Ähnlich mündet das Vortragkreuz Fladerers in eine Schaufel mit dem Bronzeabdruck einer Ackerscholle.

## Orgeln
Die Stiftskirche besitzt zwei Orgeln: die sog. Festorgel aus dem Jahr 1642 und eine Chororgel, die 1780 von Anton Pfliegler geschaffen worden war. Im Gehäuse dieses Instruments befindet sich seit 2005 ein Werk der Firma Kuhn.

### Festorgel

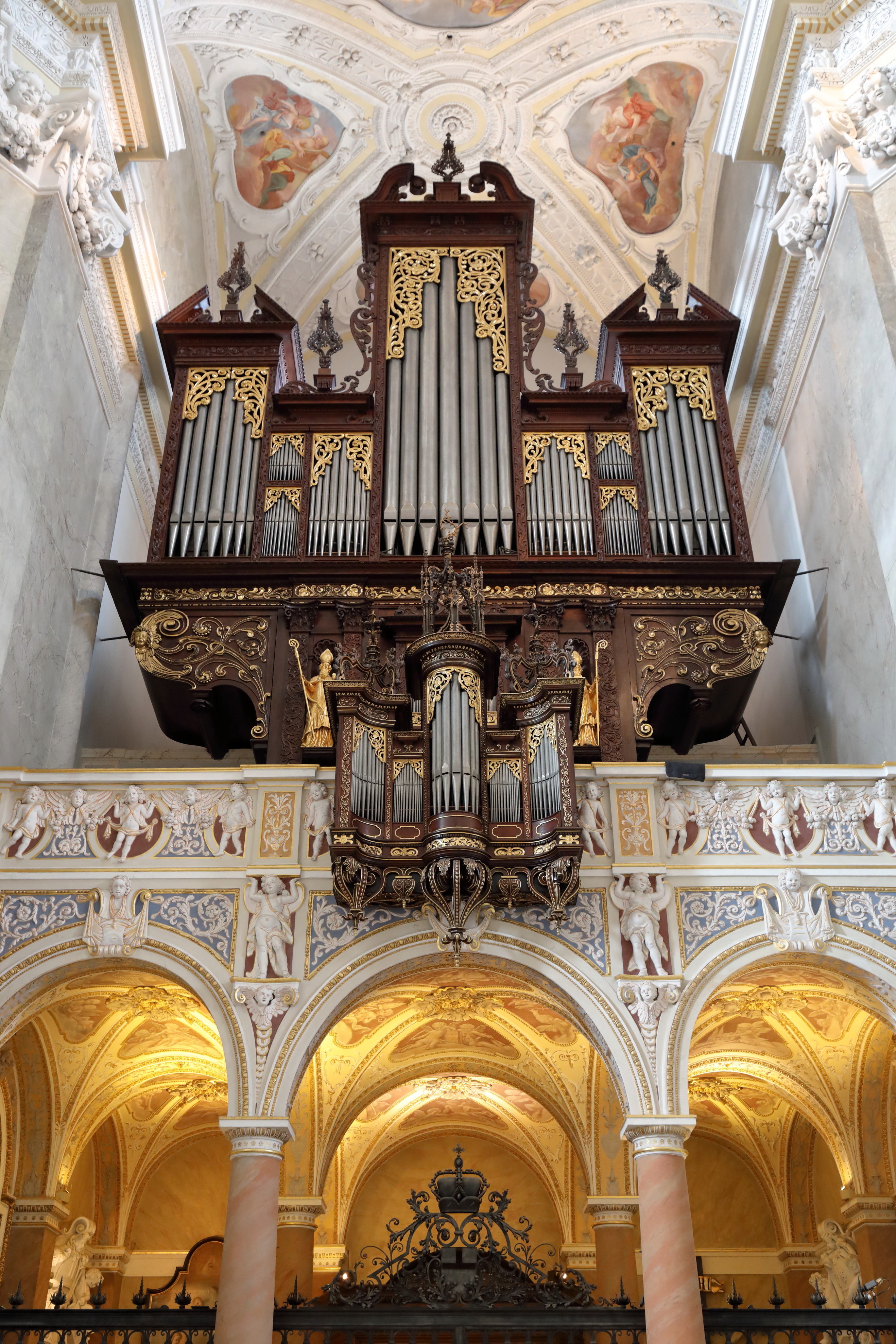
Prospekt mit Rückpositiv der Festorgel von Johann Georg Freundt

Die Festorgel hat drei Manuale mit 35 Registern und 2179 Pfeifen. Errichtet wurde sie in den Jahren 1636 bis 1642 und kam aus der Werkstatt der Passauer Orgelbaufamilie Freundt. Das hohe dreiteilig gestufte Gehäuse wurde von den Tischlern Jakob Kofler und Konrad Schmidt angefertigt. Die Schnitzereien schufen Michael Schmidt, Georg Gemelich und Max Preyer, wobei sie Verzierungen der Vorgängerorgel wiederverwendeten.
Das Instrument wurde 1984 und 1990 durch die schweizerische Orgelbau Kuhn AG restauriert.

Die Festorgel ist die größte und bedeutendste Denkmalorgel des 17. Jahrhunderts in Mitteleuropa. Das von internationalen Solisten gerne bespielte Konzertinstrument zeichnet sich neben seinem hervorragenden Klang unter anderem auch durch den Cornettton (a' = 476 Hz) und die mitteltönige Stimmung aus.
| I Rückpositiv (45 Tasten C–c3, Kurze Oktav) |      |
| Nachthorn gedackt                           | 8′   |
| Principal in der Octave                     | 4′   |
| KleinCopl                                   | 4′   |
| Spitzflöten                                 | 4′   |
| Octave zum Principal                        | 2′   |
| Superoctave zum Principal                   | 1′   |
| Cimbl II                                    | 1⁄4′ |
| Krummhorn                                   | 8′   |

| II Hauptwerk (45 Tasten C–c3) |      |
| Principal                     | 8′   |
| Principalflöten               | 8′   |
| Copl                          | 8′   |
| Quintadena                    | 8′   |
| Octav                         | 4′   |
| OctavCopl                     | 4′   |
| Offene Flöten                 | 4′   |
| Quint über der Octav          | 3′   |
| Superoctav                    | 2′   |
| Mixtur XII–XIV                | 4′   |
| Cimbl II                      | 2⁄3′ |
| Dulcian                       | 16′  |
| Posaun                        | 8′   |
| Dulcian in der Octave         | 4′   |

| III Brustwerk (45 Tasten C–c3) |    |
| Regal                          | 8′ |
| Coplfleten in der Octav        | 4′ |
| Principal in der Superoctav    | 2′ |
| Spitzfleten in der Superoctav  | 2′ |

| Pedal (19 Tasten C–b0, Kurze Oktav) |     |
| Portunprincipal                     | 16′ |
| Subbass                             | 16′ |
| Octav                               | 8′  |
| Superoctav                          | 4′  |
| Choralflöten                        | 4′  |
| Mixtur VII–VIII                     | 4′  |
| Rauschwerk III                      | 2′  |
| Großposaun                          | 16′ |
| Octavposaun                         | 8′  |

- Koppeln: I/II

### Chororgel

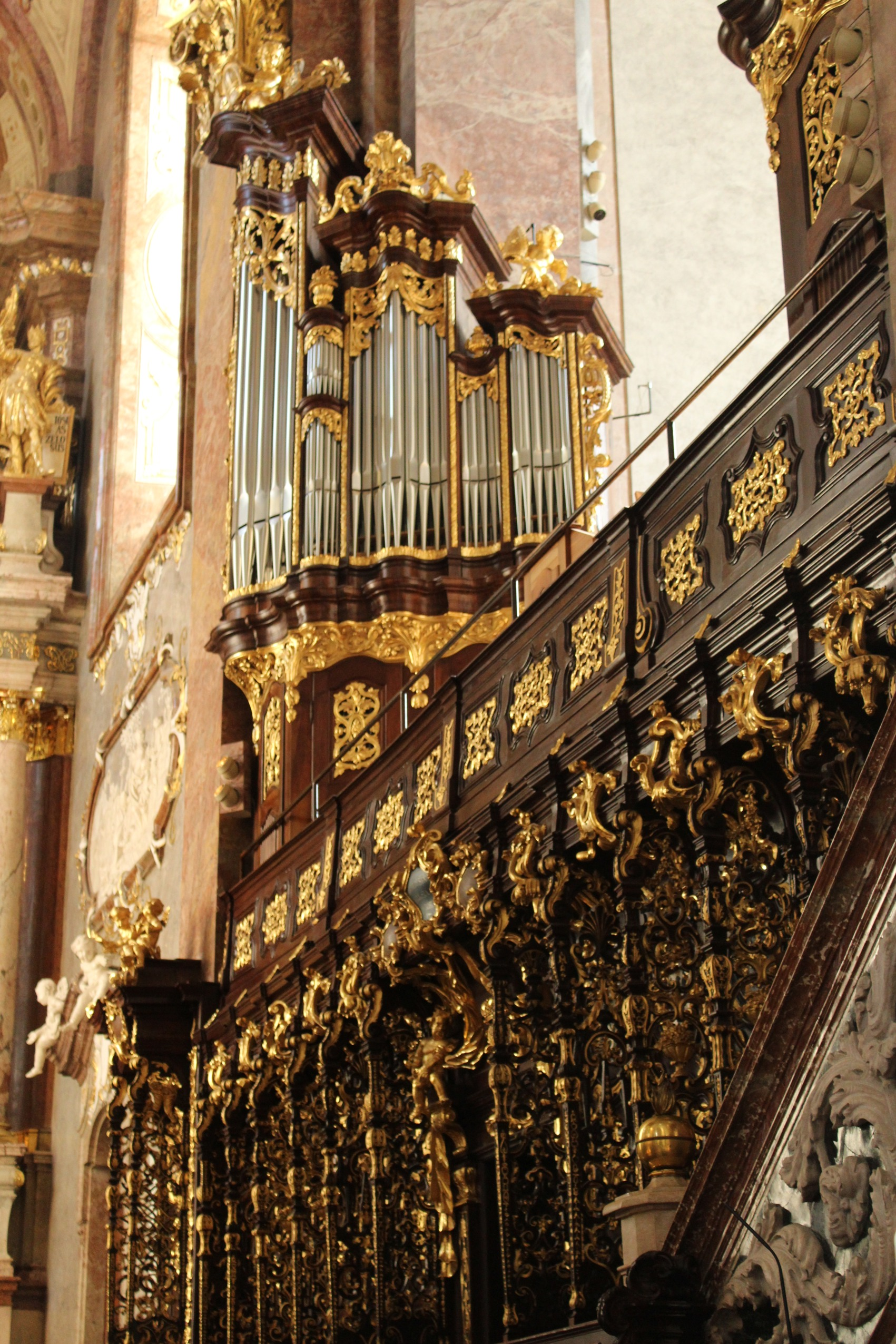
Chororgel

Die Chororgel wurde ursprünglich vom Wiener Hoforgelbauer Anton Pfliegler gebaut. Das Gehäuse gestaltete der Bildhauer Christoph Helfer. Im Jahr 2005 wurde von der Firma Orgelbau Kuhn unter Beibehaltung des Gehäuses eine neue Orgel installiert.
| I Hauptwerk C–g3 |            |       |
| 1.               | Principal  | 8′    |
| 2.               | Gemshorn   | 8′    |
| 3.               | Octav      | 4′    |
| 4.               | Flauten    | 4′    |
| 5.               | Quint      | 2 ⁄3′ |
| 6.               | Superoctav | 2′    |
| 7.               | Mixtur IV  | 1 ⁄3′ |
| 8.               | Trompet    | 8′    |

| II Unterwerk C–g3 |             |        |
| 9.                | Copl        | 8′     |
| 10.               | Principal   | 4′     |
| 11.               | Rohrflauten | 4′     |
| 12.               | Nassat      | 2 ⁄3′  |
| 13.               | Octav       | 2′     |
| 14.               | Terz        | 1 3⁄5′ |
| 15.               | Scharff III | 1′     |
| 16.               | Krummhorn   | 8′     |
|                   | Tremulant   |        |

| Pedal C–f1 |               |       |
| 17.        | Subbass       | 16′   |
| 18.        | Principalbass | 8′    |
| 19.        | Gedacktbass   | 8′    |
| 20.        | Choralbass    | 4′    |
| 21.        | Mixtur III    | 2 ⁄3′ |
| 22.        | Fagottbass    | 16′   |
| 23.        | Trompetenbass | 8′    |

- Koppeln: II/I, II/P, I/P

## Bildergalerie

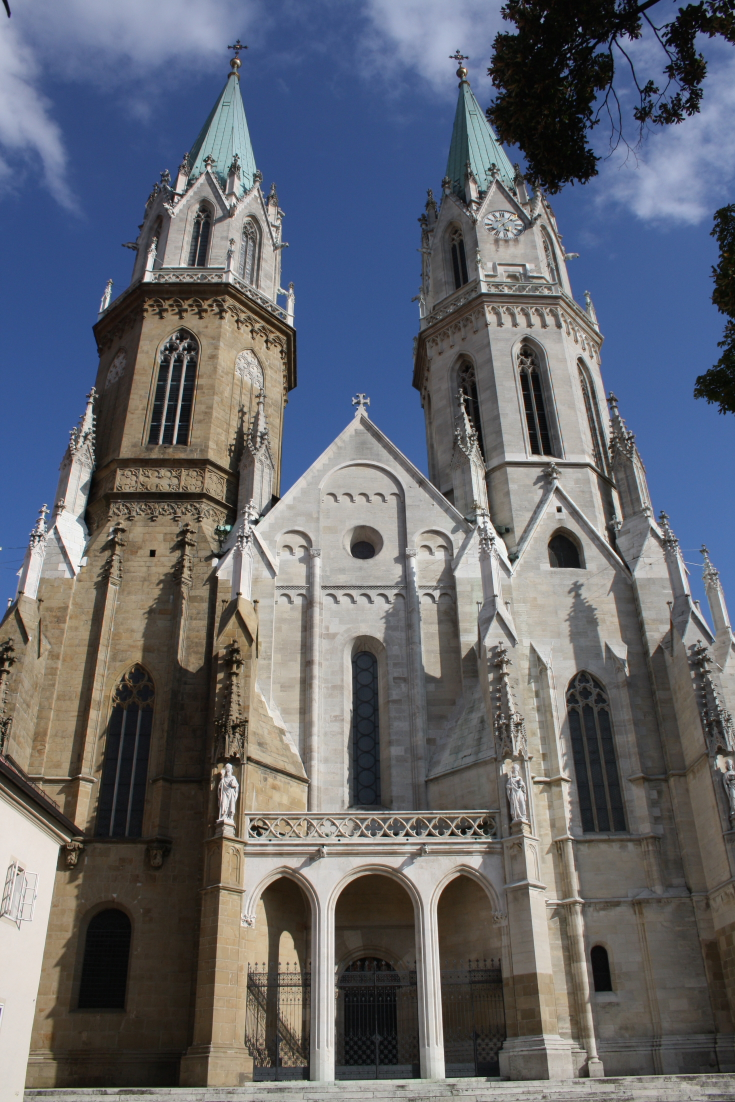
Nordwestansicht der Stiftskirche mit den beiden 82,5 Meter hohen Türmen
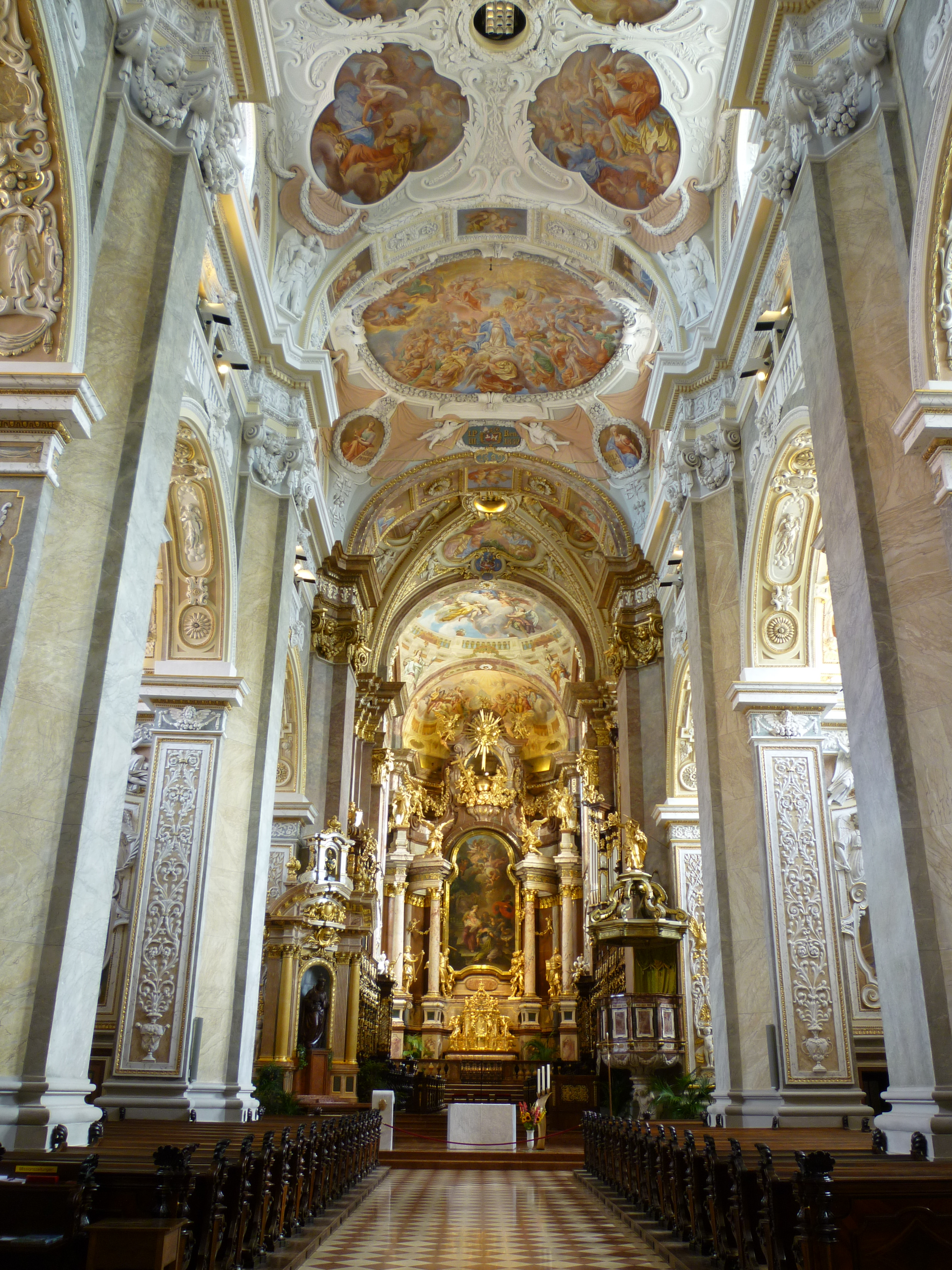
Innenansicht der Stiftskirche
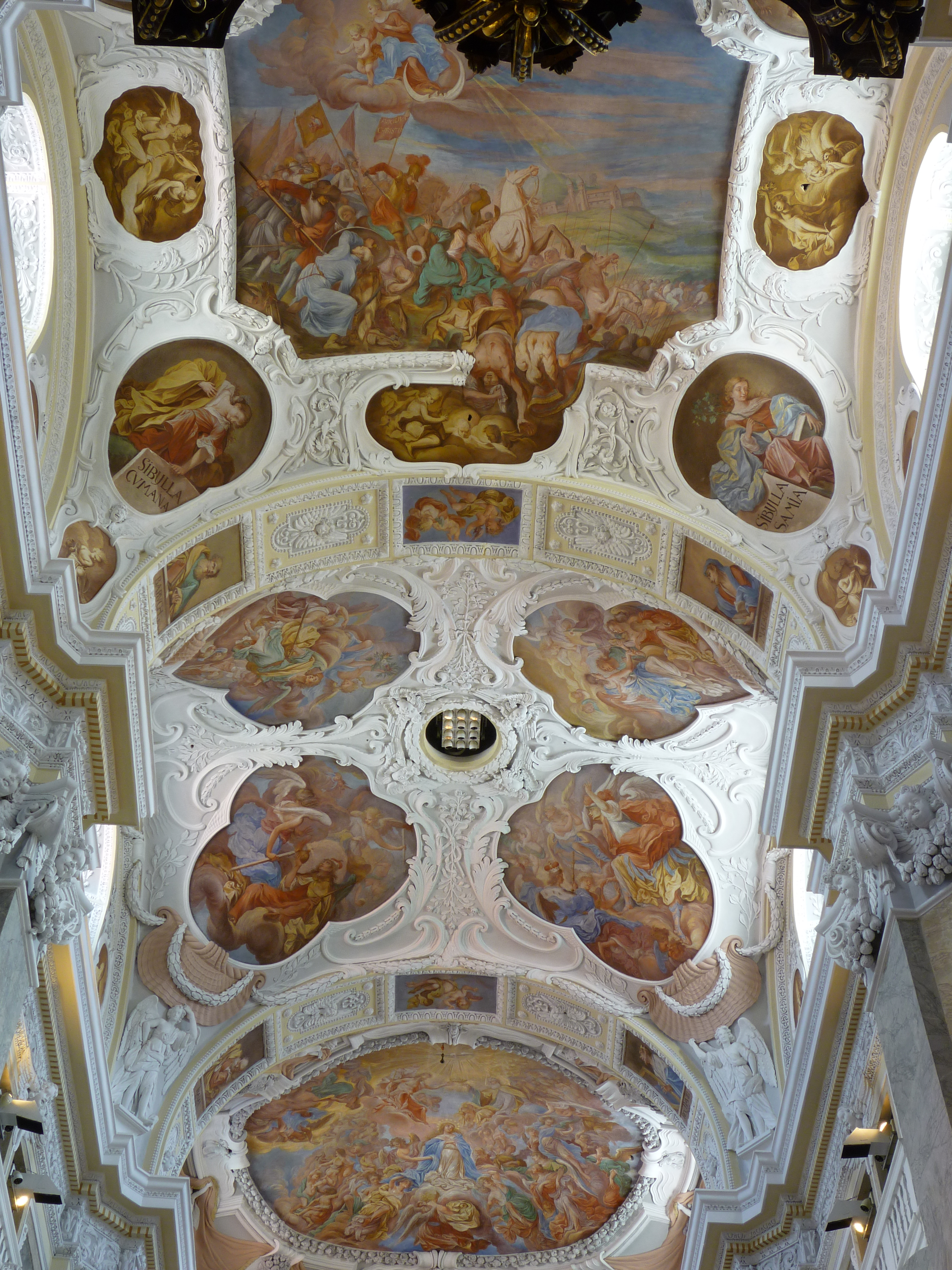
Deckenfresken im Langhaus von Greiner (1689–95)
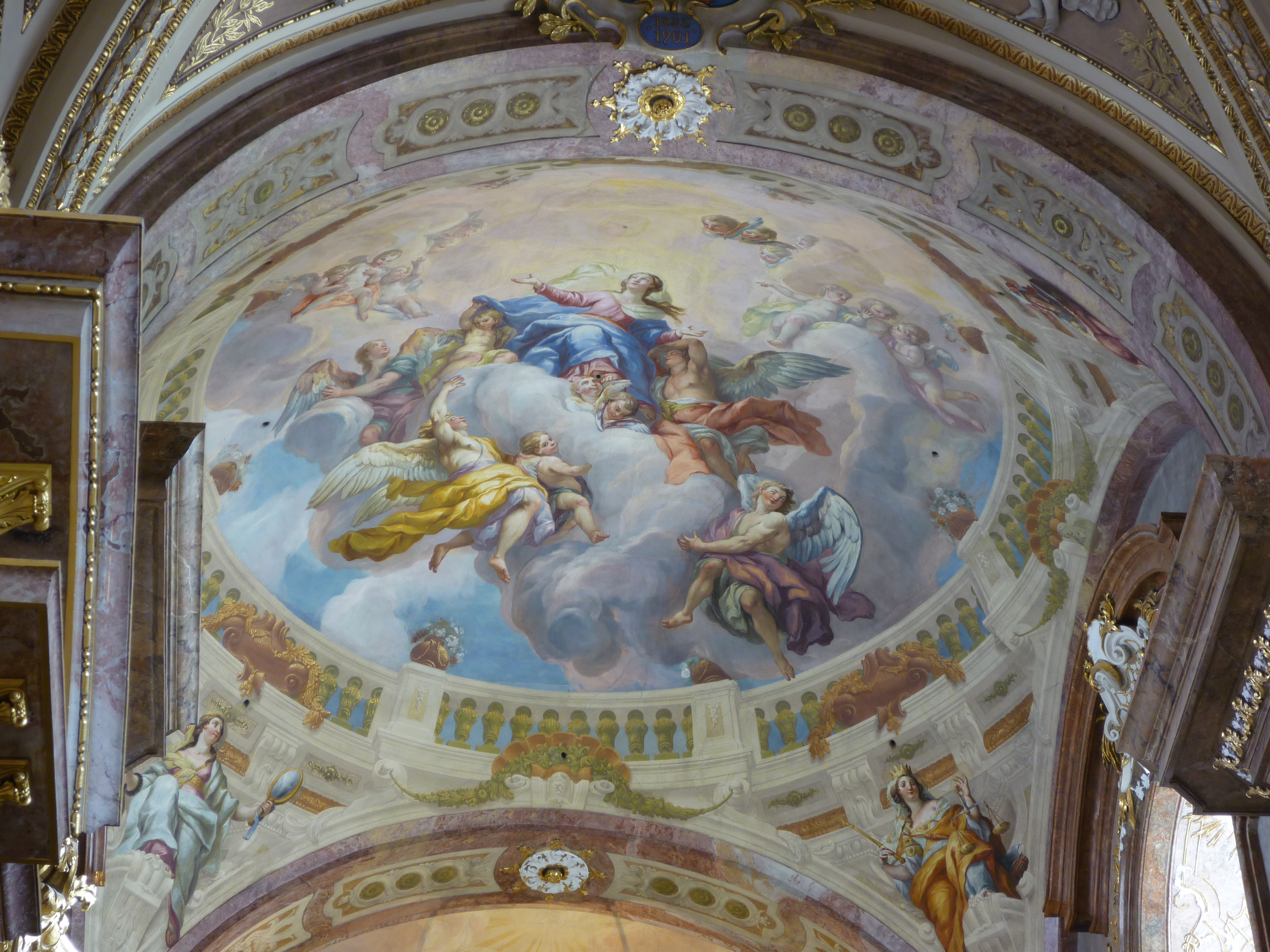
Fresko Aufnahme Mariens in den Himmel von Rottmayr (1729)